# 松井孝允
松井 孝允（まつい たかみつ、1987年12月15日 - ）は、日本のレーシングドライバー。広島県福山市出身。

## 経歴
レーシングカートでキャリアをスタート。2006年にFJ1600の岡山シリーズで四輪レースデビューし、年間4勝を挙げてチャンピオンを獲得した。翌2007年にトヨタ・ヤングドライバーズ・プログラム（TDP）入りし、若手ドライバーの育成シリーズであるフォーミュラチャレンジ・ジャパン（FCJ）にステップアップしたが、2008年シーズン後にそのTDPを放出された。
その後 土屋エンジニアリングの土屋武士により社員に採用され、働きながら経験を積んだ。2009年にスーパー耐久にST-4クラスからホンダ・シビックで参戦し、1勝を挙げてチャンピオンを獲得した。2010年には再びFCJに挑戦、シリーズランキング2位となった。2013年にはポルシェ・カレラカップ、2014年にはJAF-F4とアジアン・ル・マン・シリーズにスポット参戦している。
2015年にはSUPER GTに復帰する土屋エンジニアリングから86MCで参戦。パートナーの土屋武士は「松井をGT500に上げる」という使命に燃えており、松井はその期待に応え菅生で初勝利を上げた。同年ニュルブルクリンク24時間レースにもTOYOTA GAZOO Racingからレクサス・RCでデビューし、SP-3Tクラス4位完走を果たした。
2016年にはSUPER GTに並行して全日本F3選手権のNクラスにスポット参戦し、2連勝を収めた。またGTでは、最終戦もてぎで土屋のスタートで10番手まで後退したが、土屋は早めにピットインしてタイヤ無交換で松井に交代。松井はその後タイヤを持たせながらも素晴らしい速さを見せ、トヨタ・プリウスをかわし優勝。勇退する土屋のキャリアの最後をドライバー・チームチャンピオン獲得で飾り、その才能を示した。
しかしながらGT500昇格とはならず、以降も2022年までつちやエンジニアリングのエースとして活動を続けていた。2023年にTEAM MACHに移籍し、2024年に再びつちやエンジニアリングに復帰した。
2018年より、Netz Toyama Racing（ネッツトヨタ富山）からGR86/BRZ Cupに参戦し、2022年7月の菅生でプロフェッショナルシリーズ初優勝し、2022年シリーズポイントランキングで5位入賞した。

## 戦績

### 全日本フォーミュラ3選手権
| 年     | チーム       | エンジン | クラス | 1     | 2     | 3     | 4     | 5     | 6     | 7     | 8     | 9        | 10       | 11    | 12    | 13    | 14    | 15    | 16    | 17    | 順位 | ポイント |
| ------ | ------------ | -------- | ------ | ----- | ----- | ----- | ----- | ----- | ----- | ----- | ----- | -------- | -------- | ----- | ----- | ----- | ----- | ----- | ----- | ----- | ---- | -------- |
| 2016年 | TEAM SAMURAI | トヨタ   | N      | SUZ 1 | SUZ 2 | FSW 1 | FSW 2 | OKA 1 | OKA 2 | SUZ 1 | SUZ 2 | FSW 1 10 | FSW 2 11 | TRM 1 | TRM 2 | OKA 1 | OKA 2 | SUG 1 | SUG 2 | SUG 3 | 6位  | 24       |

### SUPER GT
| 年     | チーム                 | マシン                | クラス | 1       | 2       | 3       | 4       | 5      | 6      | 7      | 8       | 順位  | ポイント |
| ------ | ---------------------- | --------------------- | ------ | ------- | ------- | ------- | ------- | ------ | ------ | ------ | ------- | ----- | -------- |
| 2015年 | VivaC team TSUCHIYA    | トヨタ・86 MC         | GT300  | OKA 6   | FSW Ret | CHA 7   | FSW 5   | SUZ 23 | SUG 1  | AUT    | TRM     | 11位  | 35       |
| 2016年 | VivaC team TSUCHIYA    | トヨタ・86 MC         | GT300  | OKA 6   | FSW 3   | TRM 7   | SUG 2   | FSW 13 | SUZ 22 | CHA 1  | TRM 1   | 1位   | 78       |
| 2017年 | VivaC team TSUCHIYA    | トヨタ・86 MC         | GT300  | OKA 4   | FSW 15  | AUT 1   | SUG 3   | FSW 29 | SUZ 18 | CHA 15 | TRM 5   | 5位   | 45       |
| 2018年 | つちやエンジニアリング | トヨタ・86 MC         | GT300  | OKA 3   | FSW Ret | SUZ 2   | CHA 19  | FSW 5  | SUG 24 | AUT 24 | TRM 8   | 7位   | 39       |
| 2019年 | つちやエンジニアリング | トヨタ・86 MC         | GT300  | OKA Ret | FSW 18  | SUZ 5   | CHA 4   | FSW 26 | AUT 16 | SUG 27 | TRM 18  | 19位  | 17       |
| 2020年 | HOPPY team TSUCHIYA    | ポルシェ・911 GT3R    | GT300  | FSW 19  | FSW 20  | SUZ 14  | TRM 8   | FSW 11 | SUZ 9  | TRM 6  | FSW 14  | 20位  | 10       |
| 2021年 | HOPPY team TSUCHIYA    | ポルシェ・911 GT3R    | GT300  | OKA 7   | FSW 13  | SUZ 23  | TRM 6   | SUG 19 | AUT 10 | TRM 5  | FSW 6   | 14位  | 21       |
| 2022年 | HOPPY team TSUCHIYA    | トヨタ・GRスープラ    | GT300  | OKA 22  | FSW 11  | SUZ Ret | FSW WD  | SUZ 15 | SUG 10 | AUT 16 | MOT Ret | 34位  | 1        |
| 2023年 | TEAM MACH              | トヨタ・86 MC         | GT300  | OKA 15  | FSW 22  | SUZ 19  | FSW 18  | SUZ 21 | SUG 22 | AUT 18 | MOT 18  | NC    | 0        |
| 2024年 | HOPPY Team TSUCHIYA    | トヨタ・GRスープラ GT | GT300  | OKA 14  | FSW 23  | SUZ 18  | FSW Ret | SUZ 15 | SUG NC | AUT 11 | MOT Ret | NC    | 0        |
| 2025年 | HOPPY Team TSUCHIYA    | トヨタ・GRスープラ GT | GT300  | OKA 15  | FSW     | SEP     | FSW     | SUZ    | SUG    | AUT    | MOT     | 15位* | 1*       |

### アジアン・ル・マン・シリーズ
| 年     | チーム      | 使用車両                | クラス | 1     | 2       | 3     | 4     | 順位 | ポイント |
| ------ | ----------- | ----------------------- | ------ | ----- | ------- | ----- | ----- | ---- | -------- |
| 2014年 | AAI-Rstrada | メルセデス・SLS AMG GT3 | GT     | INJ 2 | FSW Ret | SHA 3 | SEP 4 | 6位  | 48       |

- 太字はポールポジション、斜字はファステストラップ。(key)
- * : 今シーズンの順位。（現時点）

## エピソード
- 土屋武士とは最初、FTRSで先生と生徒の関係であった。土屋は「才能だけをとったら充分日本のトップになれるものを持っている」[4]と松井の才能を高く評価しながらも、「気持ちが弱い」という弱点を指摘しており、松井のGT300初優勝の際も「まだGT500に上がるにはここ（心）の強さが足りない」と語っている[5]。
- 愛車はトヨタ・86で、職場で自らチューニングを行っている。